# Pachyteria semiplicata
Pachyteria semiplicata là một loài bọ cánh cứng trong họ Cerambycidae.